# Honoré Tournely
Honoré Tournély ou Tournelys (Antibes, Provence, 28 de agosto de 1658 – Paris, 26 de dezembro de 1729) foi um teólogo católico francês e conhecido por ser oponente do Jansenismo.

## Obras

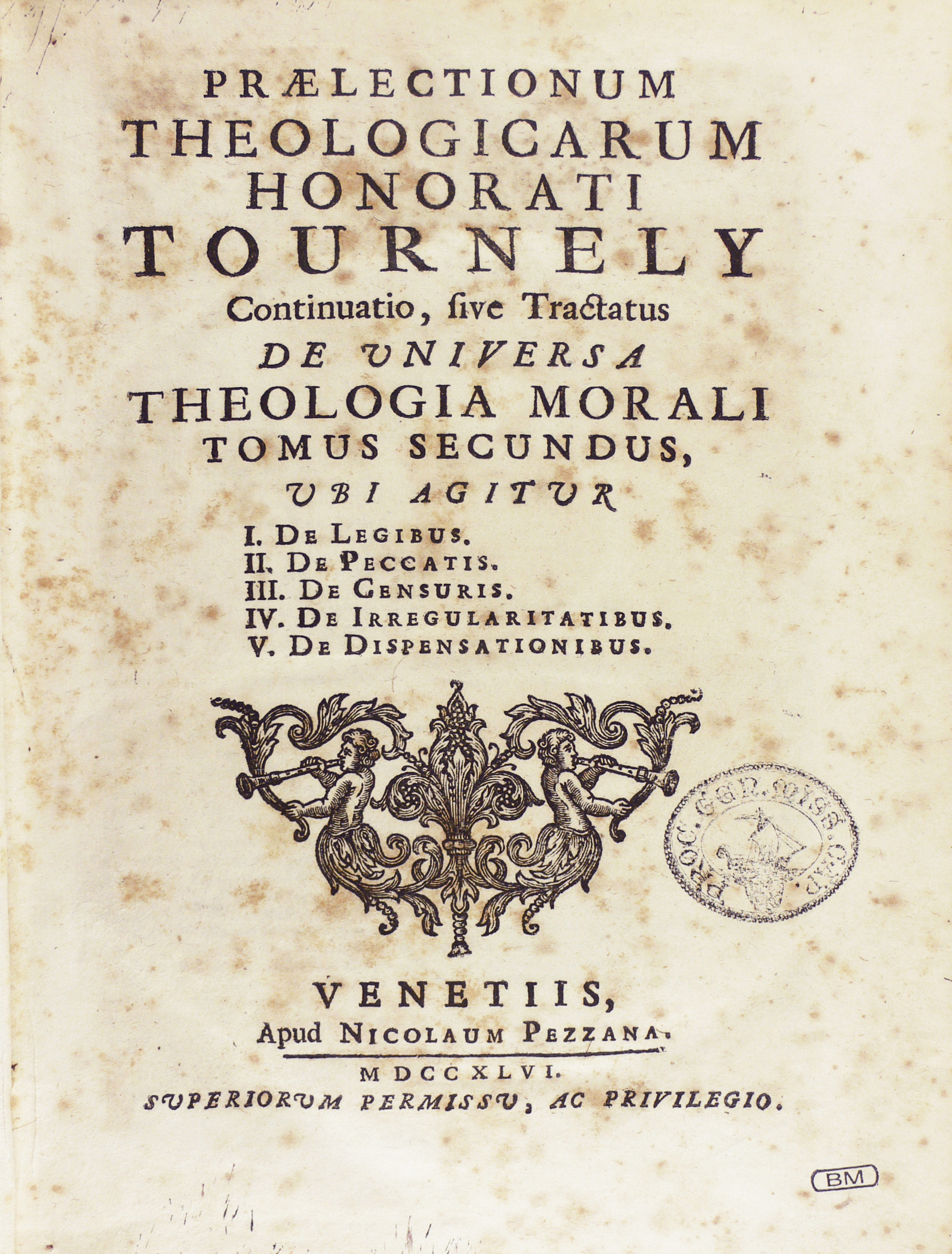
Praelectionum theologicarum, 1746.

Sob o título comum de "Prælectiones Theologicæ", escreveu em latim os seguintes tratados "in octavo":
- "On God and His Attributes" (1725);
- "On grace" (1726);
- "On the Trinity" (1726);
- "On the Church" (1726);
- "On the Sacraments in general" (1727);
- "On the Incarnation" (1727);*
- "On the Sacraments of Baptism and Confirmation" (1727);
- "On Penance and Extreme Unction" (1728);
- "On the Eucharist" (1729);
- "On Holy Orders" (1729);
- "On Marriage" (1730).

As suas obras foram publicadas em várias edições, entre elas são conhecidas a de Paris (16 vols., in 8 vo, 1731-46), e Colônia (10 vols., in fol., 1752-65).